# 6164 Gerhardmüller
A 6164 Gerhardmuller (ideiglenes jelöléssel 1977 RF2) a Naprendszer kisbolygóövében található aszteroida. Nyikolaj Sztyepanovics Csernih fedezte fel 1977. szeptember 9-én.